# Андрей Рунчев
Андрей Стоянов Рунчев е български политик и икономист от ГЕРБ. Народен представител от ГЕРБ в XLVIII народно събрание и XLIX народно събрание.

## Биография
Андрей Рунчев е роден на 28 юли 1977 г. в град Бургас, Народна Република България. Завършва средното си образование в ГПАЕ „Гео Милев“ в Бургас, след което специалност „Стопанско управление“ в Икономическия университет във Варна. Получава магистърска степен по счетоводство и одит във Висшето училище по агробизнес и развитие на регионите в Пловдив.
През 2009 г. става член на ГЕРБ и част от екипа на Димитър Николов в община Бургас. През 2013 г. става управител на общинското предприятие „Транспорт“ към администрацията.
През май 2022 г. е избран за общински председател на ГЕРБ в Бургас.